# LomonBillions Group
LomonBillions (LomonBillions Group Co. Ltd.) es una empresa multinacional de origen chino cuya principal actividad industrial consiste en la producción de dióxido de titanio para gran variedad de aplicaciones.

## Despliegue
La planta de producción principal, así como las oficinas centrales del grupo, se encuentran en Jiaozuo (provincia de Henan). Actualmente cuenta con aproximadamente 10000 empleados en plantilla, distribuidos mayoritariamente en sus instalaciones industriales en China. Su presencia en los mercados europeo y norteamericano es reseñable, disponiendo de oficinas en Stockton-on-Tees (Inglaterra) y Rosemont (Estados Unidos).

## Historia
LomonBillions Group es el resultado de la fusión en 2016 de las dos empresas líderes en la producción de dióxido de titanio en China (Henan Billions y Sichuan Lomon). La historia de Henan Billions se remonta a 1955, cuando bajo la denominación Jiaozuo Sulfur Mine inició su actividad ligada a la producción de compuestos derivados de azufre a pequeña escala. Por otra parte, Sichuan Lomon fue fundada en 1985 y centró inicialmente sus negocios en la fabricación de compuestos de fósforo. Es en el año 1988 cuando la producción de dióxido de titanio pasa a formar parte de las actividades industriales de ambas empresas.
Actualmente, el grupo es el tercer mayor productor de dióxido de titanio a nivel mundial, el mayor productor de sulfato ferroso (derivado obtenido durante la fabricación de dióxido de titanio) y uno de los principales fabricantes de otros pigmentos inorganicos como el óxido de hierro.